# Sites de la révolution industrielle Meiji au Japon : sidérurgie, construction navale et extraction houillère
Les sites de la révolution industrielle Meiji au Japon : sidérurgie, construction navale et extraction houillère, en japonais 明治日本の産業革命遺産 製鉄・鉄鋼、造船、石炭産業 (Meiji nihon no sangyōkakumei isan: seitetsu, tekkō, zōsen, sekitan sangyō) forment un patrimoine industriel composé d’une série de vingt-trois monuments se trouvant essentiellement dans la région de  Kyushu-Yamaguchi au sud-ouest du Japon. Cet ensemble témoigne du développement industriel rapide qu’a connu le pays entre le milieu du XIXe (ère Bakumatsu) et le début du XXe siècle (ère Meiji), fondé sur la sidérurgie, la construction navale et l’extraction du charbon. Ils illustrent le processus par lequel de Japon féodal a cherché à opérer un transfert de technologie depuis l’Europe et l’Amérique à partir du milieu du XIXe siècle et la manière dont cette technologie a été adaptée aux besoins et aux traditions sociales du pays. Ce processus est considéré comme le premier transfert d’industrialisation réussi de l’Occident vers une nation non occidentale.
Le processus d'inscription au patrimoine mondial a été lancé en 2009 et a abouti lors de la 39e session du Comité du patrimoine mondial en 2015 au titre des critères 2 (Témoigner d'un échange d'influences) et 4 (exemple éminent d'un type de construction).

## Zones

### Hagi
Sites proto-industriels de l'époque d'Edo à Hagi dans la préfecture de Yamuguchi :
| Monuments                                                                                  | Description | Image |
| ------------------------------------------------------------------------------------------ | --- | ----- |
| Four à réverbère de Hagi (萩反射炉, Hagi hansharo),                                        | |       |
| Vestiges du chantier naval d’Ebisugahana (恵美須ヶ鼻造船所跡, Ebisugahana zōsensho ato)    | C'est sur ce site que Kido Takayoshi, l'un des élèves de Yoshida Shōin a entrepris de construire deux navires de type occidental achevés en 157 et 1860. Il a basé leur architecture sur deus goélettes russes échouées sur les côtes japonaises mais a utilisé des techniques de constructions traditionnelles. Les pièces métalliques nécessaires étaient fournies par les forges Tatara Ohitayama. |       |
| Vestiges des forges Tatara Ohitayama (大板山たたら製鉄遺跡, Ōitayama tatara seitetsui ato) | Ces forges traditionnelles, les plus vastes de la région de Hagi permettaient d'alimenter le chantier naval d'Ebisugahana en clous, ancres, et autres artefacts en fer. |       |
| Académie Shōkasonjuku (松下村塾, Shōkason juku), (dirigée par Yoshida Shōin)               | |       |
| Ville fortifiée de Hagi (萩城下町, Hagi jōkamachi),                                        | |       |

### Kagoshima
Complexe industriel pionnier de Shūseikan à Kagoshima dans la  préfecture de Kagoshima:
| Monuments                                   | Description | Image |
| ------------------------------------------- | --- | ----- |
| Ancien Shūseikan (旧集成館, kyū Shūseikan), | |       |
| Touraille à charbon de Terayama             | Cette touraille à charbon datant de 1858 est construite selon le modèle japonais en fer à cheval traditionnel. Elle était utilisée pour fournir du combustible aux usines de Shuseikan, elle était alimentée en bois à partir des forêts environnantes. |       |
| Vanne de Sekiyoshi du canal Yoshino         | |       |

### Nirayama
Four à réverbère proto-industriel de Izu ; Izunokuni, préfecture de Shizuoka :
| Monuments                                                      | Description | Image |
| -------------------------------------------------------------- | ----------- | ----- |
| Four à réverbère de Niirayama (韮山反射炉, Niirayama hansharo) |             |       |

### Kamaishi
Mine de fer et fonderie de Hashino ; Kamaishi, Préfecture d'Iwate :
| Monuments                                                                                                 | Description | Image |
| --- | ----------- | ----- |
| Mine de fer et fonderie de Hashino (橋野鉄鉱山および関連施設, Hashino tetsu kōzan oyobi kanren shisetsu), |             |       |

### Saga
Docks de Mietsu ; Saga, préfecture de Saga :
| Monuments                                                            | Description | Image |
| -------------------------------------------------------------------- | ----------- | ----- |
| Installation navale de Mietsu (三重津海軍所跡, Mietsu kaigunsho ato) |             |       |

### Nagasaki
Installations du chantier naval de Nagasaki, sites de charbonnage associés ; Nagasaki, préfecture de Nagasaki

#### Chantier naval de Nagasaki
| Monuments                                                    | Description | Image |
| ------------------------------------------------------------ | --- | ----- |
| Cale de halage de Kosuge (小菅修船場跡, Kosuge shūsenba ato) | |       |
| Cale sèche Mitsubishi no 3                                   | |       |
| Grue cantilever Mitsubishi géante                            | Il s'agit de la première grue à alimentation électrique du Japon. Elle a été importée d’Écosse en 1909.C'est aussi la plus ancienne en activité du monde. Elle peut lever 150 tonnes. | \| \| |
| Atelier de modelage Mitsubishi                               | |       |
| Maison d’hôtes Mitsubishi Senshokaku                         | |       |
|                                                              | |       |

#### Mine de charbon de Takashima
| Monuments                                                    | Description | Image |
| ------------------------------------------------------------ | ----------- | ----- |
| Mine de charbon de Takashima (北渓井坑跡, Hokkei seikō ato), |             |       |
| Mine de charbon de Ha-shima (端島炭坑, Hashima tankō)        |             |       |

#### Maison de Glover et ses bureaux
| Monuments                                                            | Description | Image |
| -------------------------------------------------------------------- | ----------- | ----- |
| Maison de Glover et ses bureaux (旧グラバー住宅, kyū Gulabā jūtaku), |             |       |

### Miike

#### Mines de charbon et port de Miike
| Monuments | Description | Image |
| --- | ----------- | ----- |
| Mine de charbon de Miike (三井石炭鉱業株式会社三池炭鉱宮原坑施設, Mitsui sekitan kōgyō kabushikigaisha, Miike tankō Miyahara ana shisetsu), |             |       |

#### Port occidental de Misumi
| Monuments                                             | Description | Image |
| ----------------------------------------------------- | ----------- | ----- |
| Port occidental de Misumi (三角西港, Misumi nishikō), |             |       |

### Yawata
Aciérie de Yawata ; Kitakyūshū, préfecture de Fukuoka :
| Monuments                                                                                           | Description | Image |
| --------------------------------------------------------------------------------------------------- | ----------- | ----- |
| Aciéries impériales Yawata (旧官営八幡製鐵所関連施設, kyū kanei Yahata seitetsusho kanren shisetsu) |             |       |
| Station de pompage de la rivière Onga (遠賀川ポンプ場, Ongagawa ponpujyō)                           |             |       |

## Controverses
Le processus de classement a entraîné des protestations et objections en Corée du fait que de nombreux civils coréens et prisonniers de guerre chinois ont été forcés de travailler dans de dures conditions sur sept des sites durant la Seconde guerre mondiale. Un accord diplomatique est signé entre le Japon, la Corée et le comité responsable du patrimoine mondial à l'UNESCO selon lequel le Japon reconnaissait qu'« un grand nombre de coréens et de membres d'autres nations [...] avaient été emmenés de force à certains des sites [de l’élément du patrimoine] et obligés d'y travailler dans les années 40, dans des conditions pénibles ». Le Japon s'engageait aussi à établir un centre d'informations où l'on enseignerait l'histoire des victimes de la politique passée du gouvernement japonais.
Le Centre d'informations sur l’héritage industriel (Industrial Heritage Information Centre [IHIC]) a ouvert ses portes à Shinjuku en juin 2020. À la suite de critiques émises par la Corée, une commission conjointe UNESCO/ICOMOS a remis un rapport après enquête en juin 2021. Elle déclare que « les témoignages oraux présentés [dans le Centre], qui ne concernent que l’île Hashima, portent un message selon lequel il n'existe pas de cas de personnes forcées d'y travailler. La mission en conclut donc que l'effort de présentation interprétative qui permettrait de comprendre le sort des gens emmenés de forces et obligés de travailler est pour l'instant insuffisant. ». Il est demandé au Japon d’améliorer la situation et de soumettre un rapport sur les progrès accomplis le 1er décembre 2022.

### Kōko Katō
Dans deux articles parus en 2021 dans la revue académique en ligne Japan Focus, Nikolai Johnsen met en lumière le rôle de Kōko Katō (ja), directrice du "Centre d'informations sur l’héritage industriel", fille de Mutsuki Katō (ja), ancien ministre de l'agriculture, proche de Shintarō Abe (le père de Shinzō Abe, premier ministre du Japon lors de la création du Centre), et belle-sœur de Katsunobu Katō. Membre d'une famille politique éminente, elle a aussi de nombreux contacts avec les milieux industriels concernés par les éléments de ce patrimoine mondial, dont ils sont parfois propriétaires et qui sont parfois toujours en activité, ce qui n'inciterait pas à une étude objective de tous les aspects de leur passé. En outre, Kōko Katō a de nombreux contacts avec les milieux révisionnistes du Japon.